# Rupert Young
Rupert Young (Lambeth, Londres; 16 de mayo de 1978) es un actor de televisión británico, más conocido por haber interpretado a Sir Leon en la serie de la BBC Merlín.

## Carrera
Apareció en pequeños papeles en las series Primeval, Shameless, Hotel Babylon, Heartbeat y Doc Martin, antes de aparecer como Sir Leon en la serie de televisión de la BBC Merlín.

## Filmografía

### Cine y televisión
| Año       | Título                          | Papel           | Notas        |
| --------- | ------------------------------- | --------------- | ------------ |
| 2004      | Island at War                   | Soldado         |              |
| 2004      | Dirty Filthy Love               | Josh            |              |
| 2004      | Doc Martin                      | Adrian Pitts    | 2 episodios  |
| 2006      | Foyle's War                     | Armed Guard     | 1 episodio   |
| 2006      | Heartbeat                       | Zak             | 1 episodio   |
| 2008      | Primeval                        | Mike            | 1 episodio   |
| 2009      | Just Because You're Paranoid... | Derek           |              |
| 2009      | Hotel Babylon                   | Justice         | 1 episodio   |
| 2010      | Shameless                       | Marc Arlington  | 1 episodio   |
| 2012      | This Love                       | Other Man       |              |
| 2009–2012 | Merlín                          | Sir Leon        | 39 episodios |
| 2013      | The White Queen                 | William Herbert | 1 episodio   |
| 2022      | Bridgerton                      | Lord (Jack)     | 8 episodios  |